# Svetlanaïta
La svetlanaïta és un mineral de la classe dels sulfurs. Rep el nom en honor de la mineralogista russa Svetlana K. Smirnova, per les seves contribucions a la geologia als dipòsits epitèrmics d'or i argent de la regió de Tien–Shan.

## Característiques
La svetlanaïta és un selenur d'estany, de fórmula química SnSe. Va ser aprovada com a espècie vàlida per l'Associació Mineralògica Internacional l'any 2020, sent publicada l'any 2022. Cristal·litza en el sistema ortoròmbic.
L'exemplar que va servir per a determinar l'espècie, el que es coneix com a material tipus, es troba conservat a les col·leccions mineralògiques del departament de Ciències de la Terra del Museu d'Història Natural de Londres, amb el número de catàleg: bm 2020,2.

## Formació i jaciments
Va ser descoberta al dipòsit d'Ozernovskoe, al krai de Kamtxatka (Rússia), on es troba en forma de petits fusos euèdrics d'entre 0,5 i 15 μm en quars. Aquest indret és l'únic a tot el planeta on ha estat descrita aquesta espècie mineral.